# Végjáték (film, 2010)
A Végjáték (eredeti cím: Passion Play) 2011-ben bemutatott amerikai fantasy-filmdráma, melynek forgatókönyvírója és rendezője Mitch Glazer, vezető producere Rebecca Wang. A főszerepet Mickey Rourke, Megan Fox, Rhys Ifans és Bill Murray alakítja. A produkció forgatása 2009 decemberében kezdődött, és a Rebecca Wang Entertainment mutatta be.
A film premierje a 2010-es Torontói Nemzetközi Filmfesztiválon volt, Magyarországon DVD-n jelent meg szinkronizálva.

## Cselekmény
Nate (Mickey Rourke), egy kisstílű jazz-zenész és gyógyulófélben lévő heroin-függő, egyértelműen nehéz eset.  Egyik este egy fellépés után kirabolják és megkötözik.
Arra ébred, hogy egy járműben van egy sivatagban. A támadója elsétál Nate-tel a kocsitól, és meg akarja ölni, de ehelyett a támadót egy indián banda agyonlövi, Nate pedig sértetlen marad.
Nate a sivatagban bolyong, majd felmászik egy hegyre, ahonnan karnevált és mutatványos bódékat lát. Végigsétál a karneválon, és megkéri a tulajdonost, hogy használhassa a telefont, majd a tűznyelők, kardnyelők és más fellépők között bolyong. Nate-et vonzza az egzotikus szépségű Lily (Megan Fox), egy szörnyszülött előadóművész, akinek szárnyak vannak a hátán. Lily rideg és elutasító, de ráébred, hogy ez a szelíd óriás lehet a jegye egy jobb élethez. A mutatványos bódék tulajdonosa (Rhys Ifans) megpróbálja megölni Nate-et, de Lily egy teherautó ellopásával megmenti őt, és együtt elmenekülnek a városba.
Nate és Lily között kapcsolat kezd kialakulni.  Nate egy újabb merénylettől tartva felkeresi Happy Shannont (Bill Murray), egy mély zsebű gengsztert, aki szerette volna megöletni Nate-et, miután Nate lefeküdt a feleségével, akit Happy meggyilkolt.  Nate azt tervezi, hogy Lily-t kiállítja fizető vevőknek, és a bevétel 75 százalékát felajánlja Happy-nek.  Happy elutasítja az ajánlatot, és nem hiszi, hogy Lilynek szárnyai vannak, de később saját szemével győződik meg róla, amikor Nate megszervezi számára Lily megjelenését, biztonságos távolságból.
Nate és Lily elmennek egy motelbe, beszélgetnek, majd szexelnek. Happy rájuk talál, elrabolja Lilyt, de hogy Lily engedelmeskedjen, beleegyezik, hogy nem bántja Nate-et, amíg Lily vele él. Nate megpróbál távol maradni Lilytől, de rájön, hogy szerelmes belé. Amikor Nate megpróbálja meglátogatni Lilyt, és megmenteni őt Happy-től, kudarcot vall. Ekkorra már a mutatványos bódék tulajdonosa megtudja, hogy Lily Happyvel van, betör és megpróbálja elvenni a lányt. Happy pisztolyt ránt, és agyonlövi.
Később Nate rájön, hogy Happy egy színházban mutatja be Lilyt, és Nate ismét elmegy, hogy megmentse a lányt. Betöri az üvegvitrint, amibe Lily-t bezárták, és együtt futnak fel az épület tetejére, közben Happy emberei üldözik őket.  Nate megpróbálja meggyőzni Lilyt, hogy repüljön el, de Lily nem bízik a repülési képességében.  Nate ekkor leugrik az épületről, Lily pedig utána ugrik, és rájön, hogy valóban tud repülni.  Elkapja Nate-et, mielőtt az földet érne, és együtt elrepülnek a sivatagba.
Nate repülés közben lenéz a földre, és meglátja a saját holttestét a sivatag azon pontján, ahol az indiánok lelőtték a támadóját, ami arra utal, hogy minden, ami onnantól kezdve történt, valójában egy haldokló álom volt.  Utoljára az látható, ahogy Lily elviszi az égbe.

## Szereplők
| Szerep        | Színész            | Magyar hang         |
| ------------- | ------------------ | ------------------- |
| Nate Poole    | Mickey Rourke      | Schneider Zoltán    |
| Lily Luster   | Megan Fox          | Zsigmond Tamara     |
| Happy Shannon | Bill Murray        | Harsányi Gábor      |
| Harriet       | Kelly Lynch        | Molnár Zsuzsa       |
| Sam Adamo     | Rhys Ifans         | Schnell Ádám        |
| Malcolm       | Robert Wisdom      | Petridisz Hrisztosz |
| Ricky         | Rory Cochrane      | Hegedüs Miklós      |
| Billy Berg    | Brian Doyle-Murray | Végh Ferenc         |
| Önmaga        | Jimmy Scott        | Bolla Róbert        |

## Fordítás
- Ez a szócikk részben vagy egészben  a   Passion Play (film) című angol Wikipédia-szócikk fordításán alapul.  Az eredeti cikk szerkesztőit annak laptörténete sorolja fel. Ez a jelzés csupán a megfogalmazás eredetét és a szerzői jogokat jelzi, nem szolgál a cikkben szereplő információk forrásmegjelöléseként.